# John Rennie senior

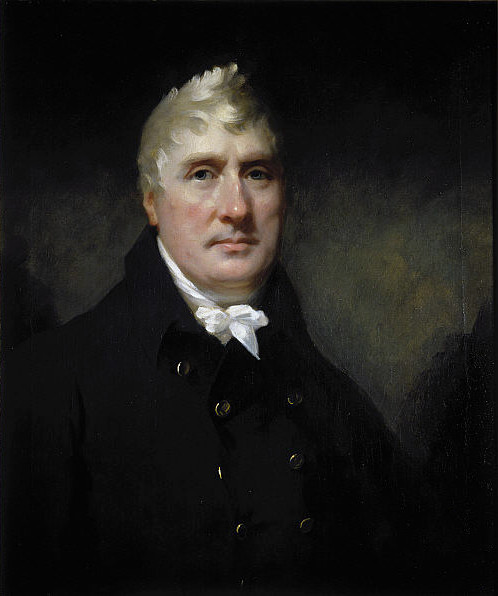
Porträt von John Rennie, (1810), gemalt von Sir Henry Raeburn (1756–1823)

John Rennie (* 7. Juni 1761 in East Linton, East Lothian; † 4. Oktober 1821 in London) war ein schottischer Bauingenieur, der zahlreiche Brücken, Kanäle und Docks entworfen hat.

## Leben und Wirken
Der Sohn eines Bauern bastelte seit frühester Kindheit gerne und baute Modelle. Später war er ein auf Mechanik spezialisierter Zimmermann und arbeitete zusammen mit Andrew Meikle, dem Erfinder der Dreschmaschine. Von 1780 bis 1783 studierte Rennie an der Universität Edinburgh und begann danach als Ingenieur zu arbeiten. Er wurde von Boulton and Watt, der Firma von James Watt, angestellt und beschäftigte sich fünf Jahre lang mit dem Bau von Mühlen. Er war ein Pionier beim Ersatz von Holzkonstruktionen durch Eisen.
1791 zog er nach London und gründete dort sein eigenes Unternehmen. Zu seinen frühen Projekten zählen der Lancaster Canal (1792 begonnen), die Schiffbarmachung der Flüsse Chelmer und Blackwater (1793), der Crinan Canal (1794), der Kennet-und-Avon-Kanal (1794 begonnen) und die Entwässerung der Norfolk Fens (1802–1810). Während der nächsten Jahre etablierte er sich jedoch als renommierter Brückenbauer. Er kombinierte Stein mit Gusseisen und schuf damit vorher nicht gekannte, flache elliptische Brückenbögen. Beispiele dafür sind die Leeds Bridge sowie die Waterloo Bridge (1810–1817) und die Southwark Bridge (1815–1819) in London.
1820 wurde Rennie zum auswärtigen Mitglied der Bayerischen Akademie der Wissenschaften ernannt.
Rennie war auch verantwortlich für den Entwurf und die Bauausführung der Docks in Kingston upon Hull, Liverpool, Greenock und Leith sowie für den Ausbau der Häfen und Werften in Portsmouth, Chatham und Devonport. Sein letztes Projekt war der Neubau der London Bridge, der 1821 begonnen und von seinem Sohn John Rennie junior vollendet wurde. Rennie wurde in der St Paul’s Cathedral beigesetzt.